# The Last Artful, Dodgr
Alana Chenevert (Los Angeles, 26 de maio de 1987), conhecida artisticamente como The Last Artful, Dodgr, é uma rapper norte-americana.